# Universal Disk Format
UDF (ang. Universal Disk Format) – system plików stworzony jako implementacja standardu ISO 13346, który jest rozszerzeniem starszego ISO 9660, służący do zapisywania danych na nagrywalnych nośnikach danych, głównie z ograniczonymi możliwościami ponownego zapisu takich jak:
- napędy magneto-optyczne
- Blu-ray
- DVD±R, DVD±RW, DVD-ROM
- CD-R i CD-RW

Format ten stał się popularny także dla innych nośników danych:
- pamięci Flash
- dyski Iomega REV
- dyski CD-MRV
- dyski DVD-RAM

System plików UDF używany jest przez DVD-Video, a także przez programy do pakietowego zapisywania danych takie jak DirectCD, InCD czy Write UDF oraz bezpośrednio przez systemy operacyjne takie jak Microsoft Windows Vista i nowsze oraz Linux 2.6. W standardzie ISO 9660 nie można zapisywać plików większych niż 2 GB, co jest poważną wadą tego systemu plików. UDF z kolei nie jest pod tym względem ograniczony.

## Wersje formatu UDF
Do tej pory opublikowano następujące wersje formatu UDF:
- 1.02 (wydanie z 30 sierpnia 1996) – format używany do zapisu dysków DVD-Video.
- 1.50 (wydanie z 4 lutego 1997) – dodano obsługę (wirtualnej) możliwości wielokrotnego zapisu na dyskach CD-R/DVD-R, wprowadzając strukturę VAT (umożliwia to wielokrotne stopniowe dopisywanie nowych danych na tych dyskach – podobnie jak na dyskietkach, możliwe jest także „kasowanie” zapisanych danych, ale bez możliwości odzyskania wolnego miejsca); dodano tablice podmiany dla zarządzania uszkodzonymi sektorami dla mediów wielokrotnego zapisu takich jak CD-RW, DVD-RW i DVD+RW.
- 2.00 (wydanie z 3 kwietnia 1998) – dodano obsługę dla plików strumieniowych i dla plików czasu rzeczywistego (dla zapisu w nagrywarkach DVD) i uproszczono zarządzanie katalogami; rozszerzono także obsługę VAT.
- 2.01 (wydanie z 15 marca 2000) – to głównie wydanie zawierające poprawki błędów wersji 2.00; uściślono także wiele niejednoznaczności standardu UDF.
- 2.50 (wydanie z 30 kwietnia 2003) – dodano ułatwienie obsługi dla Partycji Metadata, możliwość podziału na klastry typu metadata i możliwość duplikacji informacji o systemie plików. Wersja stworzona specjalnie dla struktury danych rozpowszechniających się wówczas nośników HD-DVD oraz Blu-ray, a obecnie tylko Blu-ray.
- 2.60 (wydanie z 1 marca 2005) – dodano metodę pseudonadpisywania dla mediów zapisywanych sekwencyjnie (dla napędów mających zdolność do obsługi tego typu zapisu).

Dla następnych wersji dyskutowane są zmiany konieczne przy zastosowaniu systemu plików UDF do zapisu dysków twardych o bardzo dużych pojemnościach i użycie UDF w nośnikach danych wykorzystujących holografię.

## Systemy operacyjne z wbudowaną obsługą formatu UDF
Lista ta nie jest kompletna.
Uwaga: jeśli nie zaznaczono tego inaczej, obsługa odczytu bądź zapisu oznacza, że obsługiwana jest tylko zwykła (ang. plain) odmiana UDF, a nie warianty: VAT i spared (z obsługą tablic podmiany uszkodzonych sektorów).
- AIX 5.1, 5.2, 5.3 (odczyt i zapis)
- eComStation [wszystkie wersje] (odczyt i zapis) 2.0x
- FreeBSD 5.X i nowsze (odczyt) 1.02, 1.50
- Linux 2.4.X (odczyt) 1.02, 1.50
- Linux 2.6.X (odczyt i zapis) 1.02, 1.50, 2.0x (zapis na HDD, DVD-RAM, DVD+RW i CD-RW od wersji 2.6.10 wzwyż, wcześniejsze wersje obsługują mniej nośników), 2.50 (odczyt, zobacz też: poprawka)
- Mac OS 9 (odczyt i zapis) 1.02, 1.50
- MacOS X wszystkie wersje (odczyt i zapis) 1.02, 1.50, 2.0x, 2.50, 2.60
- magnussoft ZETA 1.2.1 (odczyt i zapis) 1.02, 1.50, 2.0x, 2.50, 2.60
- NetBSD 4.0 (odczyt) 1.02, 1.50, 2.0x, 2.50, 2.60. odczyt wielosesyjnego VAT i wariantów: spared i metapartycyjnego dla wszystkich odmian dysków CD, DVD, HD-DVD i BD, a także dysków HDD i pamięci Flash. Obsługa zapisu jest trakcie opracowywania.
- Novell NetWare 5.1 (odczyt)
- Novell NetWare 6.x (odczyt)
- OpenBSD 3.8 (odczyt) 1.02, 1.50, 2.0x, 2.50, 2.60
- OS/2 – potrzebne dodatkowe płatne drivery (odczyt i zapis) 2.0x
- Solaris 7 11/99+ (odczyt) 1.02, 1.50
- Solaris 8,9,10 (odczyt i zapis) 1.02, 1.50. Zapis obsługiwany „na dyskach typu RAM” (zobacz także: system udfs (7FS) w artykule o Solaris 9); pracuje na partycjach dysków twardych i DVD-RAM (z odpowiednią nagrywarką DVD).
- Windows 98/Me (odczyt) 1.02
- Windows 2000 (odczyt) 1.02, 1.50
- Windows XP/2003 (odczyt, zapis w XP bez sterowników możliwy tylko w formacie FAT32) 1.02, 1.50, 2.0x[1]
- Windows Vista (odczyt i zapis) 1.02, 1.50, 2.0x, 2.50 (odczyt) 2.60
- Windows 7 (odczyt i zapis) 1.02, 1.50, 2.0x, 2.50, 2.60
- Windows 8.1 (odczyt i zapis) 1.02, 1.50, 2.0x, 2.50, 2.60
- Windows 10 (odczyt i zapis) 1.02, 1.50, 2.0x, 2.50, 2.60
- system operacyjny konsoli PlayStation 2 (odczyt) wszystkie wersje